# Praetaxila statira
Praetaxila statira is een vlindersoort uit de familie van de prachtvlinders (Riodinidae), onderfamilie Nemeobiinae.
Praetaxila statira werd in 1862 beschreven door Hewitson.